# WTA-toernooi van Chennai
Het WTA-toernooi van Chennai is een jaarlijks terugkerend tennistoernooi voor vrouwen dat wordt georganiseerd in de Indiase stad Chennai, beter bekend als Madras. De officiële naam van het toernooi is Chennai Open.
De WTA organiseert het toernooi, dat in de categorie "WTA 250" valt en wordt gespeeld op hardcourtbanen in het Tennis Stadium Lake Area in stadsdeel Nungambakkam.
Het toernooi vond voor het eerst plaats in 2022.

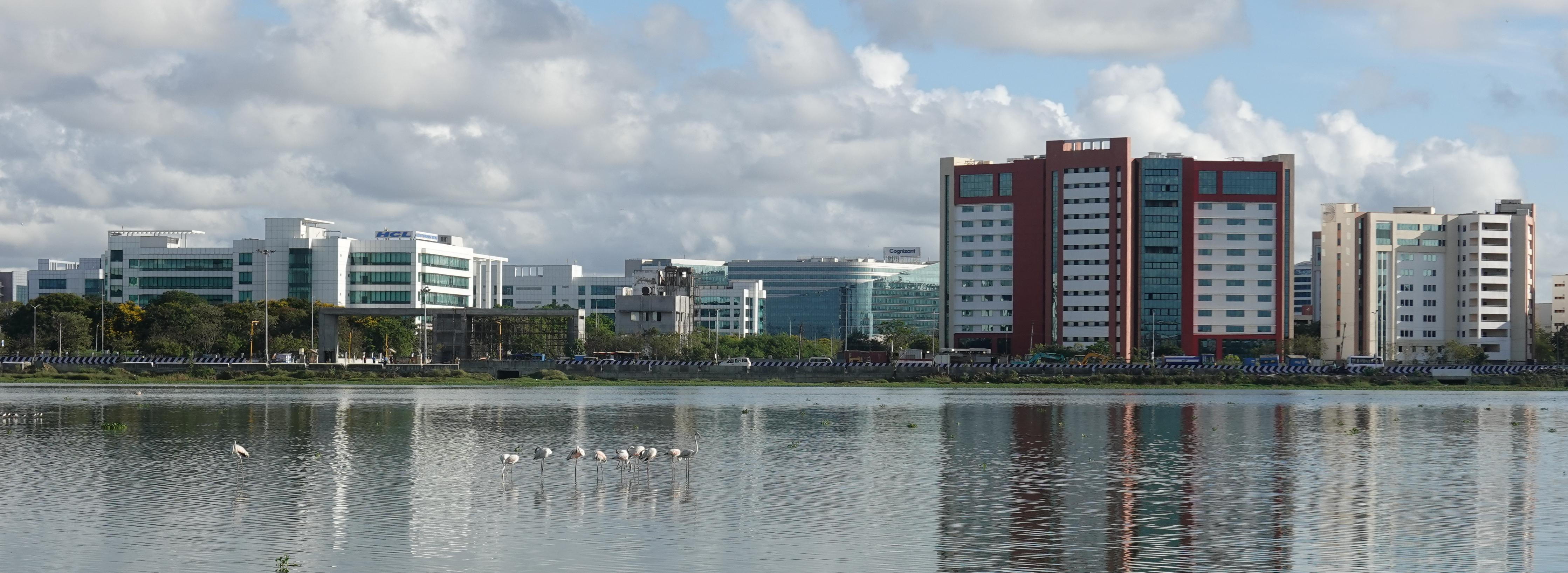
Aanzicht van Chennai

## Finales

### Enkelspel
| Datum      | Naam         | Cat.    | ($)     | Ondergrond        | Winnares          | Verliezend finaliste | Uitslag       |         |
| ---------- | ------------ | ------- | ------- | ----------------- | ----------------- | -------------------- | ------------- | ------- |
| 2022-09-12 | Chennai Open | WTA 250 | 251.750 | hardcourt, buiten | Linda Fruhvirtová | Magda Linette        | 4-6, 6-3, 6-4 | details |

### Dubbelspel
| Datum      | Naam         | Cat.    | ($)     | Ondergrond        | Winnaressen                      | Verliezend finalistes           | Uitslag  |         |
| ---------- | ------------ | ------- | ------- | ----------------- | -------------------------------- | ------------------------------- | -------- | ------- |
| 2022-09-12 | Chennai Open | WTA 250 | 251.750 | hardcourt, buiten | Gabriela Dabrowski Luisa Stefani | Anna Blinkova Natela Dzalamidze | 6-1, 6-2 | details |